# 7.ª etapa del Tour de Francia 2021
La 7.ª etapa del Tour de Francia 2021 tuvo lugar el 2 de julio de 2021 entre Vierzon y Le Creusot sobre un recorrido de 249,1 km y fue ganada por el esloveno Matej Mohorič del equipo Bahrain Victorious. El neerlandés Mathieu van der Poel consiguió mantener el maillot amarillo.

## Clasificación de la etapa
| Vierzon - Le Creusot | etapa escarpada | (249,1 km) |

| \| Clasificación de la etapa \| Clasificación de la etapa \| Clasificación de la etapa \| Clasificación de la etapa \| Clasificación de la etapa \| \| Ciclista \| Ciclista \| Equipo \| Tiempo \| \| \| ------------------------- \| ------------------------- \| ------------------------- \| ------------------------- \| ------------------------- \| \| 1.º \| Matej Mohorič \| Bahrain Victorious \| 5 h 28 min 20 s \| \| \| 2.º \| Jasper Stuyven \| Trek-Segafredo \| + 1 min 20 s \| \| \| 3.º \| Magnus Cort \| EF Education-Nippo \| + 1 min 40 s \| \| \| 4.º \| Mathieu van der Poel \| Alpecin-Fenix \| + 1 min 40 s \| \| \| 5.º \| Kasper Asgreen \| Deceuninck-Quick Step \| + 1 min 40 s \| \| \| 6.º \| Franck Bonnamour \| B&B Hotels p/b KTM \| + 1 min 40 s \| \| \| 7.º \| Patrick Konrad \| Bora-Hansgrohe \| + 1 min 40 s \| \| \| 8.º \| Wout van Aert \| Jumbo-Visma \| + 1 min 40 s \| \| \| 9.º \| Brent Van Moer \| Lotto-Soudal \| + 1 min 44 s \| \| \| 10.º \| Dorian Godon \| AG2R Citroën Team \| + 2 min 45 s \| \| |                      |                       |                 |
| |                      |                       |                 |
| Fuente: ProCyclingStats |                      |                       |                 |
| Clasificación de la etapa |                      |                       |                 |
| Ciclista | Ciclista             | Equipo                | Tiempo          |
| 1.º | Matej Mohorič        | Bahrain Victorious    | 5 h 28 min 20 s |
| 2.º | Jasper Stuyven       | Trek-Segafredo        | + 1 min 20 s    |
| 3.º | Magnus Cort          | EF Education-Nippo    | + 1 min 40 s    |
| 4.º | Mathieu van der Poel | Alpecin-Fenix         | + 1 min 40 s    |
| 5.º | Kasper Asgreen       | Deceuninck-Quick Step | + 1 min 40 s    |
| 6.º | Franck Bonnamour     | B&B Hotels p/b KTM    | + 1 min 40 s    |
| 7.º | Patrick Konrad       | Bora-Hansgrohe        | + 1 min 40 s    |
| 8.º | Wout van Aert        | Jumbo-Visma           | + 1 min 40 s    |
| 9.º | Brent Van Moer       | Lotto-Soudal          | + 1 min 44 s    |
| 10.º | Dorian Godon         | AG2R Citroën Team     | + 2 min 45 s    |

## Clasificaciones al final de la etapa

### Clasificación general(Maillot Jaune)
| \| Clasificación general \| Clasificación general \| Clasificación general \| Clasificación general \| Clasificación general \| \| Ciclista \| Ciclista \| Equipo \| Tiempo \| \| \| --------------------- \| --------------------- \| --------------------- \| --------------------- \| --------------------- \| \| 1.º \| Mathieu van der Poel \| Alpecin-Fenix \| 25 h 39 min 17 s \| \| \| 2.º \| Wout van Aert \| Jumbo-Visma \| + 30 s \| \| \| 3.º \| Kasper Asgreen \| Deceuninck-Quick Step \| + 1 min 49 s \| \| \| 4.º \| Matej Mohorič \| Bahrain Victorious \| + 3 min 01 s \| \| \| 5.º \| Tadej Pogačar \| UAE Team Emirates \| + 3 min 43 s \| \| \| 6.º \| Vincenzo Nibali \| Trek-Segafredo \| + 4 min 12 s \| \| \| 7.º \| Julian Alaphilippe \| Deceuninck-Quick Step \| + 4 min 23 s \| \| \| 8.º \| Alexéi Lutsenko \| Astana-Premier Tech \| + 4 min 56 s \| \| \| 9.º \| Pierre Latour \| TotalEnergies \| + 5 min 03 s \| \| \| 10.º \| Rigoberto Urán \| EF Education-Nippo \| + 5 min 04 s \| \| |                      |                       |                  |
| |                      |                       |                  |
| Fuente: ProCyclingStats |                      |                       |                  |
| Clasificación general |                      |                       |                  |
| Ciclista | Ciclista             | Equipo                | Tiempo           |
| 1.º | Mathieu van der Poel | Alpecin-Fenix         | 25 h 39 min 17 s |
| 2.º | Wout van Aert        | Jumbo-Visma           | + 30 s           |
| 3.º | Kasper Asgreen       | Deceuninck-Quick Step | + 1 min 49 s     |
| 4.º | Matej Mohorič        | Bahrain Victorious    | + 3 min 01 s     |
| 5.º | Tadej Pogačar        | UAE Team Emirates     | + 3 min 43 s     |
| 6.º | Vincenzo Nibali      | Trek-Segafredo        | + 4 min 12 s     |
| 7.º | Julian Alaphilippe   | Deceuninck-Quick Step | + 4 min 23 s     |
| 8.º | Alexéi Lutsenko      | Astana-Premier Tech   | + 4 min 56 s     |
| 9.º | Pierre Latour        | TotalEnergies         | + 5 min 03 s     |
| 10.º | Rigoberto Urán       | EF Education-Nippo    | + 5 min 04 s     |

### Clasificación por puntos(Maillot Vert)
| Clasificación por puntos | Clasificación por puntos | Clasificación por puntos | Clasificación por puntos | Clasificación por puntos |
| Ciclista                 | Ciclista                 | Equipo                   | Puntos                   |                          |
| ------------------------ | ------------------------ | ------------------------ | ------------------------ | ------------------------ |
| 1.º                      | Mark Cavendish           | Deceuninck-Quick Step    | 168 pts                  |                          |
| 2.º                      | Mathieu van der Poel     | Alpecin-Fenix            | 103 pts                  |                          |
| 3.º                      | Jasper Philipsen         | Alpecin-Fenix            | 102 pts                  |                          |
| 4.º                      | Nacer Bouhanni           | Arkéa-Samsic             | 99 pts                   |                          |
| 5.º                      | Michael Matthews         | BikeExchange             | 96 pts                   |                          |
| 6.º                      | Julian Alaphilippe       | Deceuninck-Quick Step    | 84 pts                   |                          |
| 7.º                      | Peter Sagan              | Bora-Hansgrohe           | 72 pts                   |                          |
| 8.º                      | Sonny Colbrelli          | Bahrain Victorious       | 66 pts                   |                          |
| 9.º                      | Tadej Pogačar            | UAE Team Emirates        | 64 pts                   |                          |
| 10.º                     | Tim Merlier              | Alpecin-Fenix            | 62 pts                   |                          |

### Clasificación de la montaña(Maillot à Pois Rouges)
| Clasificación de la montaña | Clasificación de la montaña | Clasificación de la montaña | Clasificación de la montaña | Clasificación de la montaña |
| Ciclista                    | Ciclista                    | Equipo                      | Puntos                      |                             |
| --------------------------- | --------------------------- | --------------------------- | --------------------------- | --------------------------- |
| 1.º                         | Matej Mohorič               | Bahrain Victorious          | 11 pts                      |                             |
| 2.º                         | Ide Schelling               | Bora-Hansgrohe              | 5 pts                       |                             |
| 3.º                         | Mathieu van der Poel        | Alpecin-Fenix               | 4 pts                       |                             |
| 4.º                         | Jasper Stuyven              | Trek-Segafredo              | 4 pts                       |                             |
| 5.º                         | Anthony Perez               | Cofidis                     | 3 pts                       |                             |
| 6.º                         | Brent Van Moer              | Lotto-Soudal                | 3 pts                       |                             |
| 7.º                         | Julian Alaphilippe          | Deceuninck-Quick Step       | 2 pts                       |                             |
| 8.º                         | Edward Theuns               | Trek-Segafredo              | 2 pts                       |                             |
| 9.º                         | Tadej Pogačar               | UAE Team Emirates           | 2 pts                       |                             |
| 10.º                        | Greg Van Avermaet           | AG2R Citroën Team           | 1 pt                        |                             |

### Clasificación del mejor joven(Maillot Blanc)
| Clasificación del mejor joven | Clasificación del mejor joven | Clasificación del mejor joven | Clasificación del mejor joven | Clasificación del mejor joven |
| Ciclista                      | Ciclista                      | Equipo                        | Tiempo                        |                               |
| ----------------------------- | ----------------------------- | ----------------------------- | ----------------------------- | ----------------------------- |
| 1.º                           | Tadej Pogačar                 | UAE Team Emirates             | 25 h 43 min 00 s              |                               |
| 2.º                           | Jonas Vingegaard              | Jumbo-Visma                   | + 1 min 35 s                  |                               |
| 3.º                           | David Gaudu                   | Groupama-FDJ                  | + 2 min 27 s                  |                               |
| 4.º                           | Sergio Higuita                | EF Education-Nippo            | + 2 min 58 s                  |                               |
| 5.º                           | Lucas Hamilton                | BikeExchange                  | + 3 min 51 s                  |                               |
| 6.º                           | Aurélien Paret-Peintre        | AG2R Citroën Team             | + 5 min 14 s                  |                               |
| 7.º                           | Neilson Powless               | EF Education-Nippo            | + 10 min 51 s                 |                               |
| 8.º                           | Brent Van Moer                | Lotto-Soudal                  | + 12 min 11 s                 |                               |
| 9.º                           | Mark Donovan                  | Team DSM                      | + 12 min 46 s                 |                               |
| 10.º                          | Dorian Godon                  | AG2R Citroën Team             | + 13 min 09 s                 |                               |

### Clasificación por equipos(Classement par Équipe)
| Clasificación por equipos | Clasificación por equipos | Clasificación por equipos | Clasificación por equipos |
| Equipo                    | Equipo                    | Tiempo                    |                           |
| ------------------------- | ------------------------- | ------------------------- | ------------------------- |
| 1.º                       | Jumbo-Visma               | 77 h 09 min 12 s          |                           |
| 2.º                       | Trek-Segafredo            | + 13 s                    |                           |
| 3.º                       | EF Education-Nippo        | + 2 min 25 s              |                           |
| 4.º                       | Bahrain Victorious        | + 3 min 07 s              |                           |
| 5.º                       | Astana-Premier Tech       | + 4 min 40 s              |                           |
| 6.º                       | Deceuninck-Quick Step     | + 6 min 12 s              |                           |
| 7.º                       | Ineos Grenadiers          | + 7 min 00 s              |                           |
| 8.º                       | Team BikeExchange         | + 7 min 18 s              |                           |
| 9.º                       | Bora-Hansgrohe            | + 9 min 50 s              |                           |
| 10.º                      | Movistar Team             | + 12 min 16 s             |                           |

## Abandonos
Ninguno.